# Conti di Foix
La contea di Foix è un territorio che fu scorporato dalla contea di Carcassonne dal conte Ruggero I il Vecchio in favore del suo figlio cadetto Bernardo Ruggero.

Arma dei conti di Foix

## Casato dei Foix-Carcassonne
- (1012-1037): Bernardo Ruggero, conte di Foix e di Couserans, figlio di Ruggero I di Carcassonne; sposò Garsenda, Contessa di Bigorre;
- (1037-1064): Ruggero I: conte di Foix, figlio del precedente;
- (1064-1071): Pietro Bernardo, conte di Foix, fratello del precedente;
- (1071-1124): Ruggero II, conte di Foix, figlio del precedente; sposò Stefania, dama della Marche;
- (1124-1148): Ruggero III, conte di Foix, figlio del precedente; sposò Ximène di Barcellona;
- (1148-1188): Ruggero-Bernardo I il Grosso, conte di Foix, figlio del precedente; sposò Cecilia de Bézièrs;
- (1188-1223): Raimondo Ruggero, conte di Foix, figlio del precedente; sposò Filippa de Moncade;
- (1123-1241): Ruggero Bernardo II il Grande, conte di Foix, figlio del precedente; sposò Ermessenda di Castelbon
- (1241-1265): Ruggero IV, conte di Foix, figlio del precedente; sposò Brunissenda di Cardonne;
- (1265-1302): Ruggero Bernardo III, conte di Foix, figlio del precedente; sposò Margherita, viscontessa di Béarn;

Arma dei conti di Foix e visconti di Béarn

- (1302-1315): Gastone I, conte di Foix e visconte di Béarn, figlio del precedente; sposò Giovanna d'Artois;
- (1315-1343): Gastone II, conte di Foix, visconte di Béarn e Lautrec, figlio del precedente; sposò Eleonora, contessa di Comminges;
- (1343-1391): Gastone III Febo di Foix-Béarn, conte di Foix, visconte di Béarn e Lautrec, figlio del precedente; sposò Agnese di Navarra, ma l'unico figlio non gli sopravvisse;
- (1391-1398): Matteo: conte di Foix, visconte di Béarn e Castelbon, figlio di un cugino di Gastone III; sposò Giovanna d'Aragona.

## Casato dei Grailly

Arma dei Foix-Grailly

I Foix-Grailly abbandonarono il nome e l'arma di Grailly per quella di Foix-Béarn.
- (1398-1412): Isabella, contessa di Foix, viscontessa di Béarn e Castelbon, sorella di Matteo; sposò Arcimbaldo di Grailly;

Arma dei Foix-Béarn-Bigorre

- (1412-1436): Giovanni I, nato Giovanni di Grailly; conte di Foix e di Bigorre, visconte di Béarn e Villemur, figlio di Isabella e Arcimbaldo; sposò Giovanna d'Albret;
- (1436-1472): Gastone IV, conte di Foix e di Bigorre, visconte di Béarn, Nébouzan, Villemeur e Lautrec, pari di Francia, figlio del precedente; sposò Eleonora di Navarra, regina di Navarra;
- (1472-1483): Francesco Febo, re di Navarra, duca di Nemours, conte di Foix e Bigorre, visconte di Béarn, Pari di Francia, nipote (figlio del figlio) del precedente; non ebbe discendenza;
- (1483-1517): Caterina, regina di Navarra, contessa di Foix e Bigorre, viscontessa del Béarn, Nébouzan, Villemeur e Lautrec, sorella di Francesco Febo; sposò Giovanni d'Albret.

## Casa d'Albret
Ormai il titolo di re di Navarra prevale sul nome originale del casato. Vedi quindi Re di Navarra.